# Nicolás Ramírez de Losada
Nicolás Ramírez de Losada (1817-1885) fue un escritor, periodista  y publicista español.

## Biografía
Nacido Casarrubios del Monte, en la provincia de Toledo en noviembre de 1817, fue conocido por el pseudónimo «Barón de Illescas», aunque también firmó simplemente como «N.R. Losada». Falleció en 1885, el día 24 de enero, y fue enterrado en el cementerio de Illescas.
Ramírez de Losada, que gozó de buena reputación como escritor festivo-satírico, participó como redactor en El Clamor Público y como colaborador en Semanario Pintoresco Español. Fue autor de las novelas Crónica del presente siglo  y Los Caballeros de industria, así como de Los retratos y de una Biografía del Dr. D. Nicolás Heredero y Mayoral. También tradujo Du vrai, du beau et du bien al castellano, una obra de Victor Cousin.

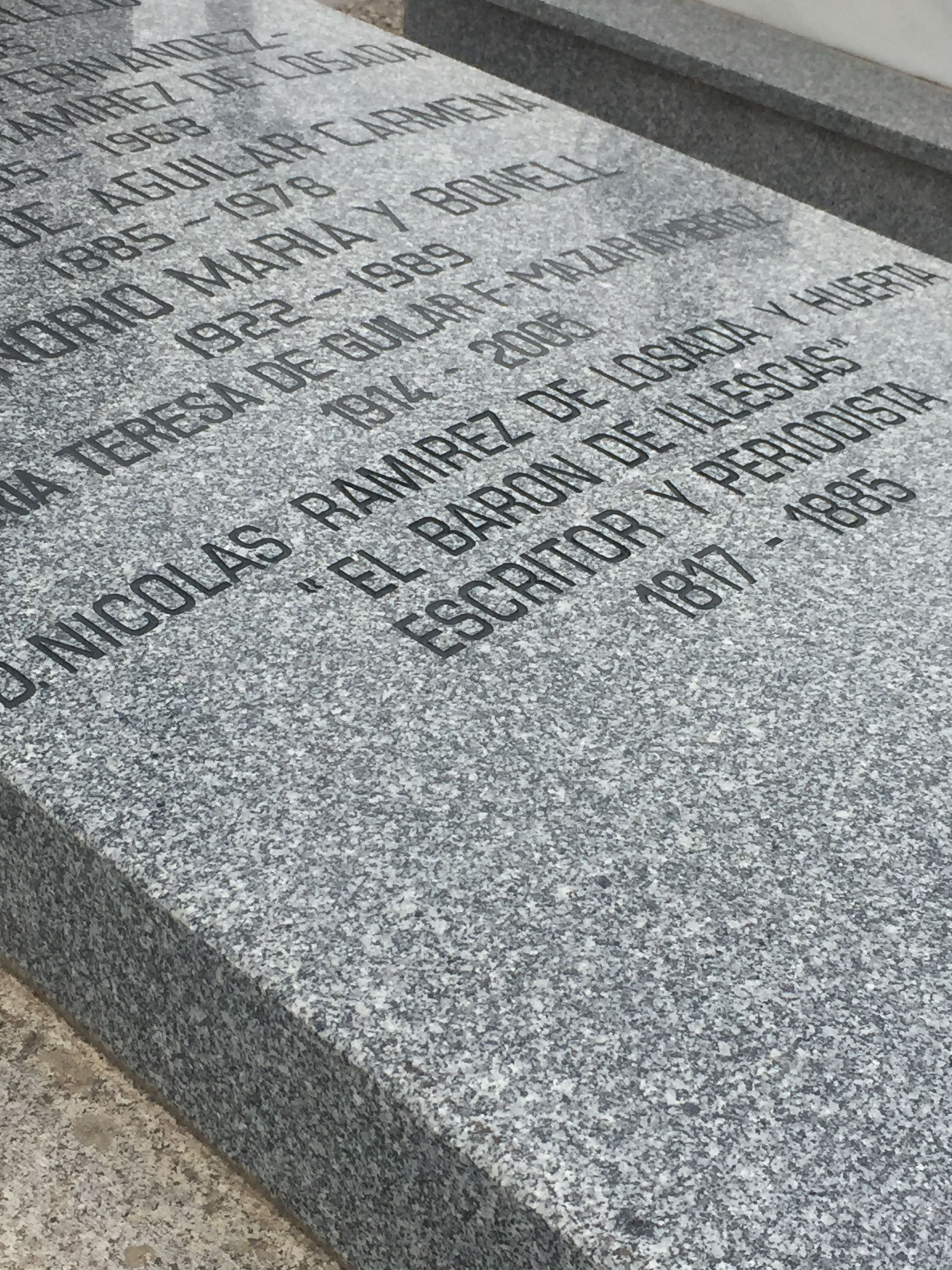
Tumba de Nicolás Ramírez de Losada en el cementerio de Illescas